# Alexander Chapman Ferguson
Sir Alexander Chapman Ferguson CBE (Govan, Glasgow, 31 de desembre de 1941) és un entrenador de futbol i exjugador escocès, que es va retirar com a entrenador després de la temporada 2012-13. És l'entrenador que ha obtingut més títols en la història del futbol anglès, i ha dirigit més de 1000 partits des de la banqueta del Manchester United.
Va entrenar a l'East Stirlingshire, al Saint Mirren i a l'Aberdeen abans de traslladar-se a la banqueta d'Old Trafford. També va ser seleccionador escocès després de la mort de Jock Stein.
Va entrenar durant més de dues dècades al Manchester United, convertint-se en el tècnic amb més anys a l'equip des de Matt Busby (1945-1969). Amb ell en la banqueta, el Manchester United va obtenir tretze campionats de lliga i dos títols europeus, més títols que en tota la seva història.També va ser nomenat "Entrenador de l'Any" en més ocasions que qualsevol altre en la història. El 1999 es va convertir en l'únic entrenador a obtenir en un mateix any i amb un equip anglès la Premier League, la FA Cup i UEFA Champions League; així mateix, és l'únic entrenador que ha aconseguit la FA Cup en cinc ocasions, així com l'únic tècnic a obtenir la Premier amb el mateix equip en tres ocasions consecutives (1998-99, 1999-2000 i 2000-01; 2006-07, 2007-08 i 2008-09). El 2008 es va convertir, després de Brian Clough (Nottingham Forest) i Bob Paisley (Liverpool), en el tercer entrenador britànic a obtenir en dues ocasions la Champions League.
En el pla individual és membre del English Football Hall of Fame i Comendador de l'Imperi Britànic (CBE), honor que li va concedir Isabel II el 1999. A més, després de conduir a l'equip de la ciutat cap a l'Edat d'or de la seva història, l'ajuntament d'Aberdeen li va concedir el Freedom of the City of Aberdeen. Ferguson va ser elegit el 2010 el Millor Director Tècnic de la Història segons la IFFHS.
Al gener de 2012, va ser guardonat per la FIFA amb el premi Distinció Presidencial de la FIFA que es concedeix des del 2001 a aquella persona o institució que ha efectuat una contribució superlativa al futbol sense perseguir amb ella el propi protagonisme.
En el total, va aconseguir guanyar 49 títols oficials com a director tècnic, convertint-se en el més llorejat de la història.
El dia 8 de maig de 2013 va anunciar que es retiraria al final de la temporada 2012-13, després d'entrenar durant 26 anys el Manchester United.

## Biografia
Va començar la seva carrera com a entrenador el 1974 quan va dirigir per una temporada l'equip escocès East Stirlingshire FC de la ciutat de Falkirk cobrant 40 lliures esterlines a la setmana. L'any següent, i durant tres temporades, va estar a càrrec del St. Mirren FC de la ciutat escocesa de Paisley, d'on va ser acomiadat per diferències amb la directiva del club.
Al juny de 1978 Alex Ferguson es va vincular a l'Aberdeen, un dels equips grans del país, però que no obtenia un títol des del 1955. Els primers temps no van ser bons, ja que l'equip va perdre tres finals de copa de manera consecutiva i va assolir un quart lloc en la lliga; no obstant això, a la temporada 1979-80 Ferguson va assolir el seu primer títol com a tècnic i es va encaminar als millors anys del club escocès: va guanyar tres lligues (inclosa l'anomenada anteriorment, la 1983-84 i la 1984-85); la Drybrough Cup (1980-81), quatre vegades la copa escocesa (1981-82, 1982-83, 1983-84 i 1985-86), la Scottish League Cup (1985-86), la Recopa d'Europa (1982-83) i la Supercopa d'Europa 1983-84.
Alex Ferguson va ser contractat per uns dels equips més importants del món, el Manchester United FC, al novembre del 1986, quan l'equip es trobava penúltim en la lliga local i el descens rondava per Old Trafford. L'última Premier League guanyada pels diables vermells havia estat en la temporada 1966-67. Amb Ferguson, va obtenir cinc copes d'Anglaterra, onze lligues, tres copes de la lliga, vuit Community Shield, dos Lliga de Campions, una Copa Intercontinental, un Campionat del Món de Clubs de futbol, una Recopa d'Europa i dos Supercopes d'Europa. Després de vint-i-sis temporades entrenant l'equip de Manchester, durant els quals va aconseguir trenta-vuit títols, el 8 de maig del 2013 es va anunciar la seva retirada.
A més, Ferguson va dirigir a la selecció d'Escòcia en el mundial de Mèxic 1986, on no va poder passar la primera ronda i va quedar situat en el 19è lloc sobre 24 equips participants. Per altra banda, l'associació de tècnics d'Anglaterra li va atorgar el premi al millor entrenador de l'any en sis ocasions.
La trajectòria de Sir Alex Ferguson consta dels següents equips:

### Clubs com a jugador
| Club                     | País                     | Any                      | Partits | Gols |
| ------------------------ | ------------------------ | ------------------------ | ------- | ---- |
| Queen's Park             | Escocia                  | 1957 - 1960              | 31      | 15   |
| St. Johnstone            | Escocia                  | 1960 - 1964              | 37      | 19   |
| Dunfermline Athletic     | Escocia                  | 1964 - 1967              | 89      | 66   |
| Rangers                  | Escocia                  | 1967 - 1969              | 57      | 44   |
| Falkirk                  | Escocia                  | 1969 - 1973              | 95      | 37   |
| Ayr United               | Escocia                  | 1973 - 1974              | 28      | 10   |
| Total en la seva carrera | Total en la seva carrera | Total en la seva carrera | 338     | 191  |

### Clubs com a entrenador
| Club                          | País       | Año         | Partits | Guanyats | Empatats | Perduts | % v.   |
| ----------------------------- | ---------- | ----------- | ------- | -------- | -------- | ------- | ------ |
| Saint Mirren                  | Escòcia    | 1975 - 1978 | 151     | 63       | 39       | 49      | 50.33% |
| Aberdeen                      | Escòcia    | 1978 - 1986 | 453     | 268      | 105      | 80      | 66.89% |
| Seleccion de futbol d'Escòcia | Escòcia    | 1985 - 1986 | 10      | 3        | 4        | 3       | 43.33% |
| Manchester United FC          | Anglaterra | 1986 - 2013 | 1500    | 895      | 338      | 267     | 67.18% |

## Estadístiques

### Com a entrenador
| Equip                | País       | Des de                 | Fins a                | Historial | Historial | Historial | Historial | Historial | Historial | Historial | Historial |
| Equip                | País       | Des de                 | Fins a                | PJ        | PG        | PE        | PP        | GF        | GC        | Dif.      | Efect.    |
| -------------------- | ---------- | ---------------------- | --------------------- | --------- | --------- | --------- | --------- | --------- | --------- | --------- | --------- |
| East Stirlingshire   | Escòcia    | 1 de juny de 1974      | 20 d'octubre de 1974  | 17        | 10        | 3         | 4         | 36        | 27        | +9        | 64.71%    |
| St. Mirren           | Escòcia    | 21 d'octubre de 1974   | 31 de maig de 1978    | 151       | 63        | 39        | 49        | 252       | 207       | +45       | 50.33%    |
| Aberdeen FC          | Escòcia    | 1 de juny de 1978      | 5 de novembre de 1986 | 453       | 268       | 105       | 80        | 898       | 364       | +534      | 66.89%    |
| Escòcia              | Escòcia    | 10 de setembre de 1985 | 13 de juny de 1986    | 10        | 3         | 4         | 3         | 8         | 5         | +3        | 43.33%    |
| Manchester United FC | Anglaterra | 6 de novembre de 1986  | 19 de maig de 2013    | 1500      | 895       | 338       | 267       | 2769      | 1365      | +1404     | 67.18%    |
| Total                | Total      | Total                  | Total                 | 2131      | 1239      | 489       | 403       | 3963      | 1968      | +1995     | 65.79%    |

## Palmarès

### Com a jugador

#### Títols nacionals
| Títol                 | Club          | País    | Any  |
| --------------------- | ------------- | ------- | ---- |
| Scottish Division two | St. Johnstone | Escòcia | 1963 |
| Scottish Division two | Falkirk       | Escòcia | 1970 |

### Com a entrenador
Actualment, és l'Entrenador amb més títols Arxivat 2021-04-21 a Wayback Machine. . ha guanyat 50 trofeus.

#### Títols nacionals
| Títol                         | Club                 | País       | Any       |
| ----------------------------- | -------------------- | ---------- | --------- |
| Scottish First Division       | St. Mirren           | Escòcia    | 1976-77   |
| Scottish Premier Division     | Aberdeen             | Escòcia    | 1979-80   |
| Drybrough Cup                 | Aberdeen             | Escòcia    | 1980      |
| Copa d'Escòcia                | Aberdeen             | Escòcia    | 1981-82   |
| Copa d'Escòcia                | Aberdeen             | Escòcia    | 1982-83   |
| Scottish Premier Division     | Aberdeen             | Escòcia    | 1983-84   |
| Copa d'Escòcia                | Aberdeen             | Escòcia    | 1983-84   |
| Scottish Premier Division     | Aberdeen             | Escòcia    | 1984-85   |
| Copa d'Escòcia                | Aberdeen             | Escòcia    | 1985-86   |
| Copa de la Lliga d'Escòcia    | Aberdeen             | Escòcia    | 1985-86   |
| FA Cup                        | Manchester United FC | Anglaterra | 1989-90   |
| Charity Shield                | Manchester United FC | Anglaterra | 1990      |
| Copa de la Lliga d'Anglaterra | Manchester United FC | Anglaterra | 1991-92   |
| Premier League                | Manchester United FC | Anglaterra | 1992-93   |
| Charity Shield                | Manchester United FC | Anglaterra | 1993      |
| Premier League                | Manchester United FC | Anglaterra | 1993-94   |
| FA Cup                        | Manchester United FC | Anglaterra | 1993-94   |
| Charity Shield                | Manchester United FC | Anglaterra | 1994      |
| Premier League                | Manchester United FC | Anglaterra | 1995-96   |
| FA Cup                        | Manchester United FC | Anglaterra | 1995-96   |
| Charity Shield                | Manchester United FC | Anglaterra | 1996      |
| Premier League                | Manchester United FC | Anglaterra | 1996-97   |
| Charity Shield                | Manchester United FC | Anglaterra | 1997      |
| Premier League                | Manchester United FC | Anglaterra | 1998-99   |
| FA Cup                        | Manchester United FC | Anglaterra | 1998-99   |
| Premier League                | Manchester United FC | Anglaterra | 1999-2000 |
| Premier League                | Manchester United FC | Anglaterra | 2000-01   |
| Premier League                | Manchester United FC | Anglaterra | 2002-03   |
| Community Shield              | Manchester United FC | Anglaterra | 2003      |
| FA Cup                        | Manchester United FC | Anglaterra | 2003-04   |
| Copa de la Lliga d'Anglaterra | Manchester United FC | Anglaterra | 2005-06   |
| Premier League                | Manchester United FC | Anglaterra | 2006-07   |
| Community Shield              | Manchester United FC | Anglaterra | 2007      |
| Premier League                | Manchester United FC | Anglaterra | 2007-08   |
| Community Shield              | Manchester United FC | Anglaterra | 2008      |
| Premier League                | Manchester United FC | Anglaterra | 2008-09   |
| Copa de la Lliga d'Anglaterra | Manchester United FC | Anglaterra | 2008-09   |
| Copa de la Lliga d'Anglaterra | Manchester United FC | Anglaterra | 2009-10   |
| Community Shield              | Manchester United FC | Anglaterra | 2010      |
| Premier League                | Manchester United FC | Anglaterra | 2010-11   |
| Community Shield              | Manchester United FC | Anglaterra | 2011      |
| Premier League                | Manchester United FC | Anglaterra | 2012-13   |

#### Títols internacionals
| Títol                            | Club                 | Seu                         | Any     |
| -------------------------------- | -------------------- | --------------------------- | ------- |
| Recopa d'Europa de la UEFA       | Aberdeen             | Suècia                      | 1982-83 |
| Supercopa d'Europa               | Aberdeen             | Alemania Alemania · Escòcia | 1983    |
| Recopa d'Europa de la UEFA       | Manchester United FC | Países Bajos Países Bajos   | 1990-91 |
| Supercopa d'Europa               | Manchester United FC | Anglaterra                  | 1991    |
| Lliga de Campions de la UEFA     | Manchester United FC | Espanya                     | 1998-99 |
| Copa Intercontinental            | Manchester United FC | Japó                        | 1999    |
| Lliga de Campions de la UEFA     | Manchester United FC | Rússia                      | 2007-08 |
| Copa Mundial de Clubs de la FIFA | Manchester United FC | Japó                        | 2008    |

#### Distincions individuals
| Distinció                                                                  | Anys                                                                            |
| -------------------------------------------------------------------------- | ------------------------------------------------------------------------------- |
| Football Writers' Association Tribute Award                                | 1996                                                                            |
| Mussabini Medal                                                            | 1999                                                                            |
| Entrenador de l'any de la UEFA                                             | 1998/1999                                                                       |
| Entrenador de l'any de la IFFHS                                            | 1999                                                                            |
| Professional Footballers' Association Merit Award                          | 2007                                                                            |
| Premio UEFA a l'equip de l'any                                             | 2007, 2008                                                                      |
| Entrenador de l'Any de la Premier League                                   | 1993–94, 1996–97, 1998–99, 2002–03, 2006–07, 2007–08, 2008-09, 2010-11, 2012-13 |
| Entrenador de l'any de la LMA                                              | 1998–99, 2007–08                                                                |
| World Soccer Magazine World Manager of the Year                            | 1993, 1999, 2007, 2008                                                          |
| Millor Entrenador de Futbol de la Història segons la World Soccer          | 2013                                                                            |
| Millor Entrenador de Futbol de la Història segons l'ESPN                   | 2013                                                                            |
| Segon Millor Entrenador de Futbol de la Història segons la France Football | 2013                                                                            |
| Distinció Presidencial de la FIFA                                          | 2011                                                                            |
| Onze històric de la Pilota d'Or                                            | 2020                                                                            |